# Chiesa Mater Salvatoris
La chiesa madre Mater Salvatoris è una chiesa di Bivona, comune italiano della provincia di Agrigento in Sicilia.
Risalente al XVI secolo, è sita in piazza Damaso Pio De Bono, nella parte centrale del paese.
È stata edificata dai padri gesuiti alla fine del Cinquecento, quando vendettero il loro primo collegio e la chiesa annessa alle monache clarisse e si stanziarono più a monte. Nel Seicento venne ampliata notevolmente e il 6 aprile 1781, dopo l'espulsione dei gesuiti dalla Sicilia, venne intitolata alla Madonna ("Mater Salvatoris") ed elevata a nuova chiesa madre di Bivona.
La chiesa, il cui portale presenta stili architettonici tipici del tardo Rinascimento, ed è dotata di sagrestia, antisagrestia e campanile.
L'interno si presenta con impianto barocco, a navata unica e con sette cappelle laterali. Le decorazioni con fregi e stucchi presenta parti in oro zecchino, che contrasta con il biancore delle pareti.
All'interno conserva opere d'arte, la maggior parte delle quali provengono dalle altre chiese antiche, alcune lapidi funerarie, tra le quali il monumento funebre all'ottavo vescovo di Caltagirone, il bivonese Damaso Pio De Bono), un pulpito in legno e la cantoria sull'ingresso sostenuta da due colonne centrali.